# Jorge di Noco
Jorge Omar di Noco (ur. 27 lutego 1966) – argentyński judoka. Olimpijczyk z Los Angeles 1984, gdzie zajął dwunaste miejsce wadze ekstralekkiej.
Uczestnik mistrzostw świata w 1987. Brązowy medalista igrzysk panamerykańskich w 1987, a także mistrzostw panamerykańskich w 1985 roku.

## Letnie Igrzyska Olimpijskie 1984
| Konkurencja | Eliminacje             | Eliminacje            | Klas. końcowa |
| Konkurencja | Przeciwnik I           | Przeciwnik II         | Miejsce       |
| ----------- | ---------------------- | --------------------- | ------------- |
| 60 kg       | Yeung Luen Lin (HKG) Z | Edward Liddie (USA) P | 12.           |